# Adasarhanlı, Meriç
Adasarhanlı là một xã thuộc huyện Meriç, tỉnh Edirne, Thổ Nhĩ Kỳ. Dân số thời điểm năm 2011 là 1.1 người.